# Jordańskie Siły Powietrzne
Królewskie Siły Powietrzne Jordanii zostały założone 25 września 1955. Dysponują sprzętem sprowadzanym z Francji i USA.
Największą jej część stanowią samoloty Northrop F-5E Tiger II, które są używane przez 9 i 17 eskadrę w liczbie około 50 sztuk. Natomiast francuskie samoloty Mirage F-1 są na wyposażeniu eskadry nr 1 i 25. Główną funkcję bojową pełnią myśliwce przechwytujące wersja F-1CJ oraz wersja myśliwsko-szturmowa F-1EJ.
W 1974 roku otrzymano 20 sztuk F-5A i 5 F-5B, które pochodziły z Iranu. Kolejne uzupełnienie w postaci 10 sztuk F-5A i 2 F-5B doszło po roku. Dostarczonych samolotów miało być łącznie 30 sztuk w wersji F-5A i 4 F-5B, a kolejna dwa F-5B jako nowe dostarczone przez Northropa. Dostawy tych samolotów umożliwiło zastąpienie Hawkerów Hunterów i uzupełnienie strat z wojen. Nowe samoloty otrzymały zadania uderzeniowe. Z pojawieniem się F-5E, część F-5A/B zostało zmagazynowanych i sprzedanych. 13 sztuk F-5A i 6 F-5B zostało sprzedanych pod koniec lat 80. XX w.
Obecnie na wyposażeniu armii jordańskiej są samoloty Mirage 2000 CJM. Na wyposażeniu są także śmigłowce typu Bell AH-1S Huey Cobra, które dysponują pociskami przeciwpancernymi Hughes BGM-71A TOW.
Do szkolenia wykorzystywane są samoloty F-5 w wersji A eskadry nr 6 oraz samoloty Mirage F-1 w wersji dwumiejscowej – F-1BJ.
Siły powietrzne stacjonują w 3 bazach lotniczych w Al-Azrak i Al-Dżafar i Al-Mafrak. W Al-Mafrak znajduje się szkoła lotnicza im. króla Husajna i arabska Akademia Lotnicza. Celom szkoleniowym służą BAe Buldog 125/125A i CASA C-101 Aviojet. 10 sierpnia 2015 roku podpisano kontrakt z Pilatus Aircraf na dostawę 9 samolotów szkolnych Pilatus PC-9M, ale w kwietniu 2016 roku Jordania postanowiła zmienić zdanie i zakupić 8 samolotów Pilatus PC-21, które są lepiej przystosowane do szkolenia pilotów nowoczesnych wielozadaniowych samolotów bojowych.
3 marca 2016 roku odebrane zostały śmigłowce UH-60A Black Hawk. Maszyny były z nadwyżki sprzętowej i przekazano je jako używane za 200 mln USD. W przyszłości dostarczone mają zostać fabrycznie nowe śmigłowce UH-60M co da łączną liczbę 16 sztuk Black Hawków.

## Wyposażenie

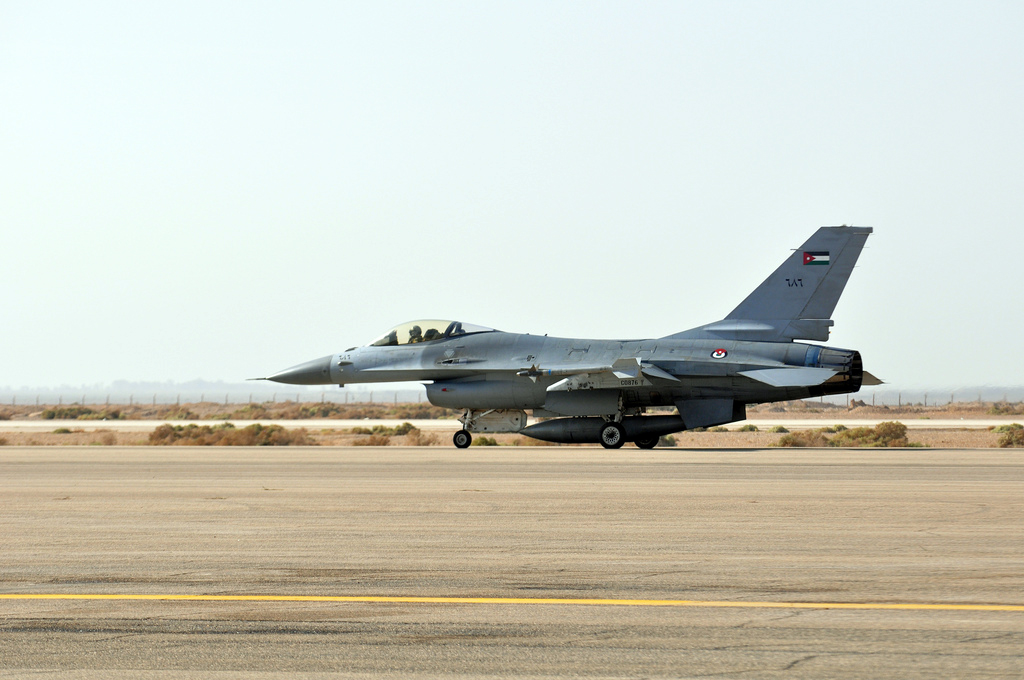
F-16AM

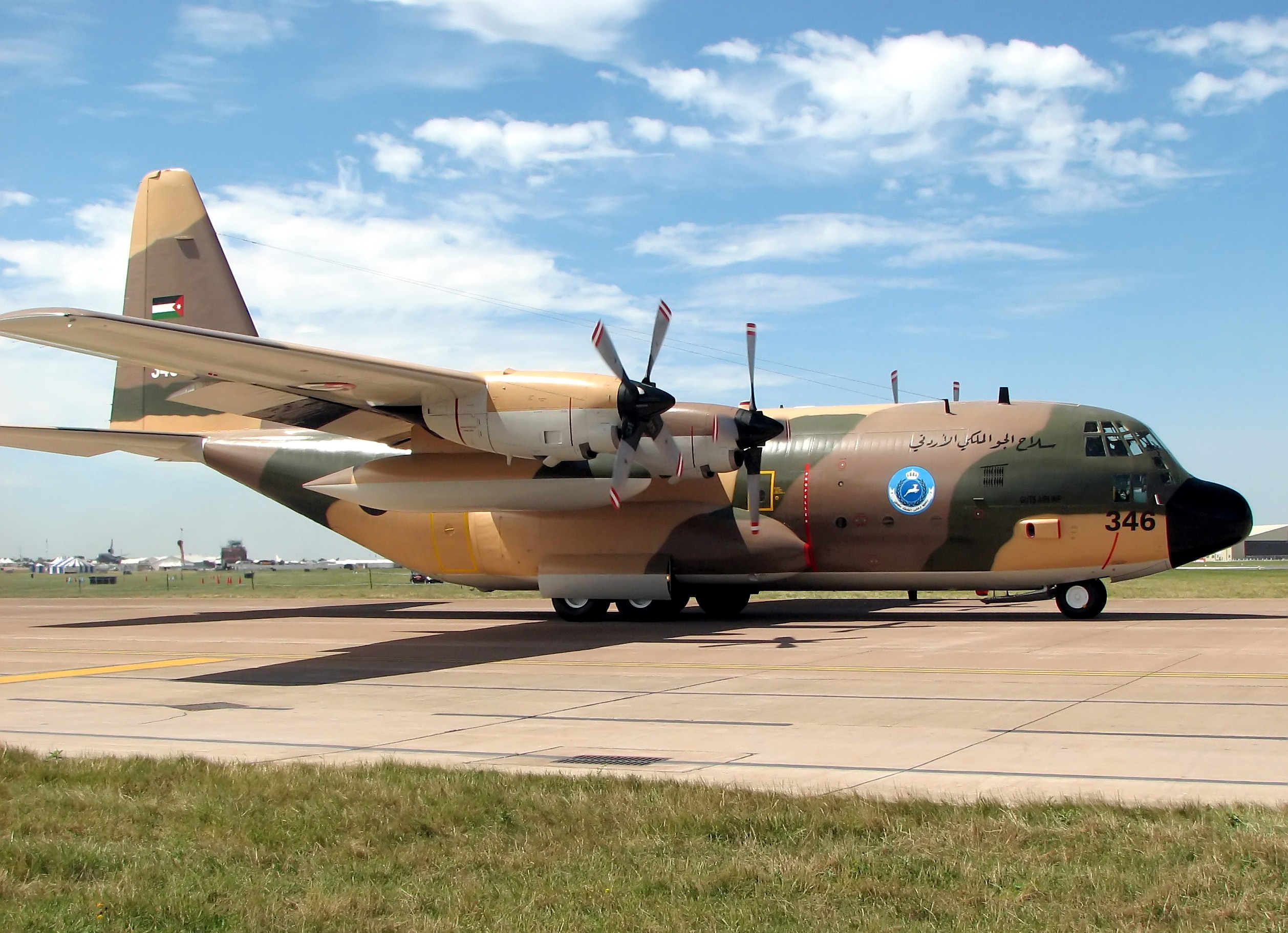
C-130H

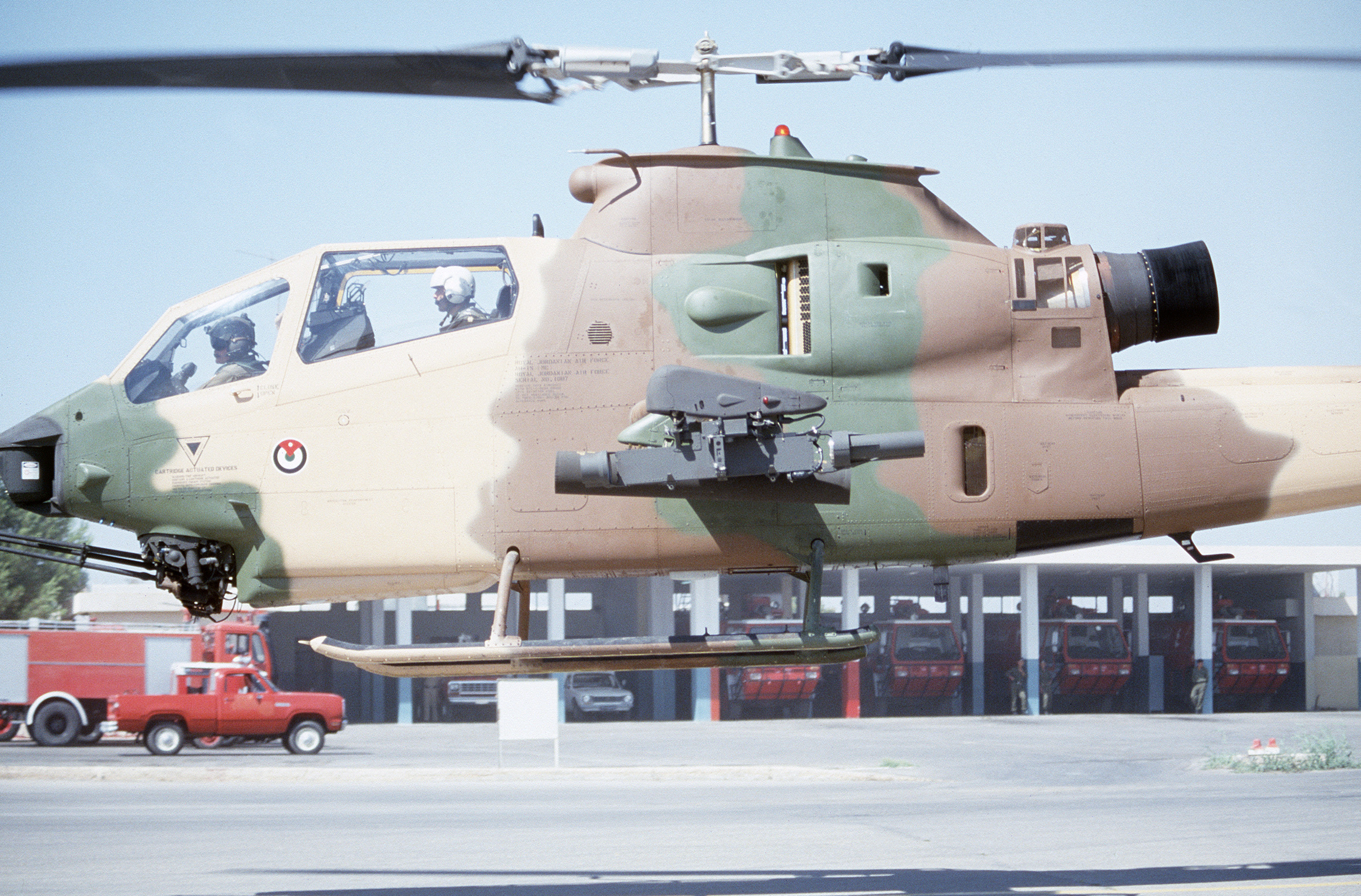
Bell AH-1 Cobra

| Samoloty                              | Kraj pochodzenia samolotu | Typ                       | Wersje               | liczba samolotów | Uwagi |
| ------------------------------------- | ------------------------- | ------------------------- | -------------------- | ---------------- | ----- |
| Air Tractor AT-802                    | Stany Zjednoczone         | samolot wsparcia          | AT-802U              | 6                |       |
| Bell AH-1 Cobra                       | Stany Zjednoczone         | śmigłowiec szturmowy      | AH-1FAH-1S           | 47               |       |
| Bell UH-1 Iroquois                    | Stany Zjednoczone         | śmigłowiec transportowy   | UH-1H                | 36               |       |
| CASA C-101                            | Hiszpania                 | samolot treningowy        | C-101CC              | 13               |       |
| CASA C-295                            | Hiszpania                 | samolot transportowy      | CN-295               | 2                |       |
| Cessna 208                            | Stany Zjednoczone         | samolot transportowy      |                      | 6                |       |
| Eurocopter AS532 Cougar               | Unia Europejska           | śmigłowiec transportowy   | AS 532M              | 10               |       |
| Eurocopter EC635                      | Unia Europejska           | śmigłowiec wielozadaniowy | EC-635               | 9                |       |
| Lockheed C-130 Hercules               | Stany Zjednoczone         | samolot transportowy      | C-130E/H             | 7                |       |
| General Dynamics F-16 Fighting Falcon | Stany Zjednoczone         | myśliwiec wielozadaniowy  | F-16AM MLUF-16BM MLU | 3414             |       |
| MD Helicopters MD 500                 | Stany Zjednoczone         | śmigłowiec rozpoznawczy   | AH-6I                | 7                |       |
| Northrop F-5E/F Tiger II              | Stany Zjednoczone         | myśliwiectreningowy       | F-5EF-5F             | 348              |       |
| PZL Mielec M28 Skytruck               | Polska                    | transportowy              | M28                  | 3                |       |
| Sikorsky UH-60 Black Hawk             | Stany Zjednoczone         | śmigłowiec transportowy   | UH-60L               | 10               |       |